# 面積ブロック
面積ブロック（めんせきブロック）は、配置された数字をもとに盤面を分割するペンシルパズルである。
このパズル自体はあまり掲載されていないが、多くの派生パズルを生み出している。

## ルール
- 盤面をいくつかのブロックに分ける。
- 各ブロックには数字が1つ入る。
- 数字はブロックの面積を示す。

## 歴史
面積ブロックはパズル通信ニコリ28号で発表された。作者の武井助義は、ポリオミノからこのパズルを発想した。
27号に四角に切れが掲載されていたことから、最初はその派生パズルと考えられていた。
このパズル自体はすぐに掲載されなくなったが、ぬりかべなど多くの派生パズルが生まれている。

## 派生パズル
囲いこみ・ふたりブロック
囲いこみはニコリ29号、ふたりブロックはニコリ72号に掲載。1つのブロックに入る数字が2つになっている。
ぬりかべ
ニコリ33号に登場。線の代わりに黒ますで盤面を分割する。
面積ブロックII
ニコリ35号に掲載。同じ面積のブロックは辺を共有しないというルールが追加された。フィルオミノの祖先とも考えられる。
タタミ面積ブロック
ニコリ37号に掲載。当時多く投稿されていた「タタミ」のルール（ブロックが幅1の長方形・線が十字にならない）と組み合わせられた。
フィルマット
ニコリ42号に「四色タタミ面積ブロック」の名前で掲載、のちに改名。上記のタタミ面積ブロックに面積ブロックIIのルールを組み合わせたもの。